# John Wyman
John Wyman is een Brits acteur.

## Levensloop en carrière
Wymans eerste bekende rol dateert uit 1977 toen hij een rol speelde in Equus van Sidney Lumet. Een jaar later had hij een kleine rol in Revenge of the Pink Panther. Zijn bekendste rol speelde hij in 1981 als Oost-Duitse biatleet Erich Kriegler, een vijand van James Bond in de film For Your Eyes Only.

## Filmografie (selectie)
- Equus, 1977
- Revenge of the Pink Panther, 1978
- For Your Eyes Only, 1981
- Tuxedo Warrior, 1982